# Grigno
Grigno é uma comuna italiana da região do Trentino-Alto Ádige, província de Trento, com cerca de 2.340 habitantes. Estende-se por uma área de 46 km², tendo uma densidade populacional de 51 hab/km². Faz divisa com Castello Tesino, Cinte Tesino, Ospedaletto, Arsiè (BL), Asiago (VI), Cismon del Grappa (VI) e Enego (VI).